# Agrotis heydenreichii
Agrotis heydenreichii är en fjärilsart som beskrevs av Ernst Friedrich Germar 1842. Agrotis heydenreichii ingår i släktet Agrotis och familjen nattflyn. Inga underarter finns listade i Catalogue of Life.